# برستون بروك (تشيشير)
برستون بروك (بالإنجليزية: Preston Brook)‏ هي قرية وأبرشية مدنية تقع في المملكة المتحدة في إنجلترا. يقدر عدد سكانها بـ 716 نسمة .